# Ich bau' dir ein Schloss
'Ich bau' dir ein Schloss is een single van Heintje. Het was de best verkochte single van 1968 in de Nederlandse Top 40. Het verzamelde de meeste punten in de Top 40-jaarlijst en de Parool Top 20-jaarlijst van 1968, en werd uitgeroepen tot Hit van het Jaar. Het nummer werd uitgebracht op CNR Records (UH 10 011).

## Tracklist
Kant A is geschreven door Gunter Kaleta, Hans Hee en Wolfgang Roloff.
Kant B is geschreven door Albert Schwarzmann, Johannes Jorge en Wolf Hausmann.
- A "Ich bau' dir ein Schloss" - 2:47
- B "Du sollst nicht weinen" - 3:02

## Hitlijsten

### Nederlandse Top 40
| Hitnotering: 25-05-1968 t/m 23-11-1968 | Hitnotering: 25-05-1968 t/m 23-11-1968 | Hitnotering: 25-05-1968 t/m 23-11-1968 | Hitnotering: 25-05-1968 t/m 23-11-1968 | Hitnotering: 25-05-1968 t/m 23-11-1968 | Hitnotering: 25-05-1968 t/m 23-11-1968 | Hitnotering: 25-05-1968 t/m 23-11-1968 | Hitnotering: 25-05-1968 t/m 23-11-1968 | Hitnotering: 25-05-1968 t/m 23-11-1968 | Hitnotering: 25-05-1968 t/m 23-11-1968 | Hitnotering: 25-05-1968 t/m 23-11-1968 | Hitnotering: 25-05-1968 t/m 23-11-1968 | Hitnotering: 25-05-1968 t/m 23-11-1968 | Hitnotering: 25-05-1968 t/m 23-11-1968 | Hitnotering: 25-05-1968 t/m 23-11-1968 | Hitnotering: 25-05-1968 t/m 23-11-1968 | Hitnotering: 25-05-1968 t/m 23-11-1968 | Hitnotering: 25-05-1968 t/m 23-11-1968 | Hitnotering: 25-05-1968 t/m 23-11-1968 | Hitnotering: 25-05-1968 t/m 23-11-1968 | Hitnotering: 25-05-1968 t/m 23-11-1968 | Hitnotering: 25-05-1968 t/m 23-11-1968 | Hitnotering: 25-05-1968 t/m 23-11-1968 | Hitnotering: 25-05-1968 t/m 23-11-1968 | Hitnotering: 25-05-1968 t/m 23-11-1968 | Hitnotering: 25-05-1968 t/m 23-11-1968 | Hitnotering: 25-05-1968 t/m 23-11-1968 | Hitnotering: 25-05-1968 t/m 23-11-1968 | Hitnotering: 25-05-1968 t/m 23-11-1968 |
| Week                                   | 1                                      | 2                                      | 3                                      | 4                                      | 5                                      | 6                                      | 7                                      | 8                                      | 9                                      | 10                                     | 11                                     | 12                                     | 13                                     | 14                                     | 15                                     | 16                                     | 17                                     | 18                                     | 19                                     | 20                                     | 21                                     | 22                                     | 23                                     | 24                                     | 25                                     | 26                                     | 27                                     |                                        |
| -------------------------------------- | -------------------------------------- | -------------------------------------- | -------------------------------------- | -------------------------------------- | -------------------------------------- | -------------------------------------- | -------------------------------------- | -------------------------------------- | -------------------------------------- | -------------------------------------- | -------------------------------------- | -------------------------------------- | -------------------------------------- | -------------------------------------- | -------------------------------------- | -------------------------------------- | -------------------------------------- | -------------------------------------- | -------------------------------------- | -------------------------------------- | -------------------------------------- | -------------------------------------- | -------------------------------------- | -------------------------------------- | -------------------------------------- | -------------------------------------- | -------------------------------------- | -------------------------------------- |
| Nummer                                 | 34                                     | 21                                     | 17                                     | 7                                      | 3                                      | 1                                      | 1                                      | 1                                      | 1                                      | 1                                      | 1                                      | 1                                      | 1                                      | 1                                      | 1                                      | 2                                      | 5                                      | 6                                      | 10                                     | 14                                     | 20                                     | 20                                     | 21                                     | 22                                     | 27                                     | 33                                     | 31                                     | uit                                    |

### Parool Top 20
| Hitnotering: 15-06-1968 t/m 12-10-1968 | Hitnotering: 15-06-1968 t/m 12-10-1968 | Hitnotering: 15-06-1968 t/m 12-10-1968 | Hitnotering: 15-06-1968 t/m 12-10-1968 | Hitnotering: 15-06-1968 t/m 12-10-1968 | Hitnotering: 15-06-1968 t/m 12-10-1968 | Hitnotering: 15-06-1968 t/m 12-10-1968 | Hitnotering: 15-06-1968 t/m 12-10-1968 | Hitnotering: 15-06-1968 t/m 12-10-1968 | Hitnotering: 15-06-1968 t/m 12-10-1968 | Hitnotering: 15-06-1968 t/m 12-10-1968 | Hitnotering: 15-06-1968 t/m 12-10-1968 | Hitnotering: 15-06-1968 t/m 12-10-1968 | Hitnotering: 15-06-1968 t/m 12-10-1968 | Hitnotering: 15-06-1968 t/m 12-10-1968 | Hitnotering: 15-06-1968 t/m 12-10-1968 | Hitnotering: 15-06-1968 t/m 12-10-1968 | Hitnotering: 15-06-1968 t/m 12-10-1968 | Hitnotering: 15-06-1968 t/m 12-10-1968 | Hitnotering: 15-06-1968 t/m 12-10-1968 |
| Week                                   | 1                                      | 2                                      | 3                                      | 4                                      | 5                                      | 6                                      | 7                                      | 8                                      | 9                                      | 10                                     | 11                                     | 12                                     | 13                                     | 14                                     | 15                                     | 16                                     | 17                                     | 18                                     |                                        |
| -------------------------------------- | -------------------------------------- | -------------------------------------- | -------------------------------------- | -------------------------------------- | -------------------------------------- | -------------------------------------- | -------------------------------------- | -------------------------------------- | -------------------------------------- | -------------------------------------- | -------------------------------------- | -------------------------------------- | -------------------------------------- | -------------------------------------- | -------------------------------------- | -------------------------------------- | -------------------------------------- | -------------------------------------- | -------------------------------------- |
| Nummer                                 | 11                                     | 7                                      | 4                                      | 2                                      | 1                                      | 1                                      | 1                                      | 1                                      | 1                                      | 1                                      | 1                                      | 5                                      | 8                                      | 8                                      | 9                                      | 13                                     | 14                                     | 20                                     | uit                                    |

## Trivia
In 1968 zong Wilma Landkroon een antwoordlied op dit lied: Heintje (Bau ein Schloss für mich).